# Jai Hindley
Jai Hindley (sinh ngày 5 tháng 5 năm 1996) là một cua rơ chuyên nghiệp người Australian, hiện đang thi đấu cho đội đua xe đạp UCI WorldTeam Bora–Hansgrohe.

## Sự nghiệp
Mùa giải 2018, Hindley gia nhập đội đua Sunweb, anh đua chặng đầu tiên cho đội đua mới ở giải đua Volta ao Algarve 2018. Tháng 8 năm 2018, Hindley được đăng ký thi đấu giải đua Vuelta a España 2018. Đến tháng 5 năm 2019, anh được đăng ký thi đấu giừi đua Giro d'Italia 2019.
Mùa giải 2020, Hindley có khởi đầu khá tốt, đã giành 2 chiến thắng chặng và đoạt chức vô địch giải đua Herald Sun Tour trong tháng 2. Đến tháng 10, anh có lần thứ 2 tham gia Giro d'Italia. Ở giải đua này, sau chặng 15, anh có vị trí thứ ba trên bảng xếp hạng tổng. Sau đó anh đã giành chiến thắng chặng 18 để leo lên vị trí thứ 2 trên bảng xếp hạng tổng, đồng thời cũng vượt lên dẫn đầu bảng xếp hạng các tay đua trẻ. Ở chặng 20 leo núi, Hindley về đích ở vị trí thứ hai sau Tao Geoghegan Hart để cùng dẫn đầu bảng tổng sắp với cua rơ này. Tuy nhiên ở chặng đua cuối cùng, là một chặng đua tính giờ cá nhân dài 15,7 km Hindley Geoghegan Hart đã chậm hơn Hart 39 giây, nên chỉ có vị trí thứ hai chung cuộc.
Ở giải đua Giro d'Italia 2021 Hindley phải bỏ cuộc ở chặng 14 do bị chứng đau do ngồi lâu.
Mùa giải 2022, Hindley chuyển sang đội đua Bora-Hansgrohe. Anh tiếp tục đăng ký tham gia giải đua Giro d'Italia 2022 và đã giành được chiến thắng chặng đua thứ 9 . Đến chặng đua áp chót, Hindley vươn lên dẫn đầu bảng xếp hạng tổng và đã trở thành cua rơ người Australia đầu tiên đoạt chức vô địch giải đua Giro d'Italia.

## Kết quả nổi bật
2013
Oceania Junior Road Championships
2nd  Road race
10th Time trial
2014
3rd  Road race, Oceania Junior Road Championships
3rd Road race, National Junior Road Championships
2015
10th Time trial, Oceania Under-23 Road Championships
2016
1st GP Capodarco
2nd Overall An Post Rás
1st  Young rider classification
2nd Taiwan KOM Challenge
5th Overall Tour de l'Avenir
6th Flèche Ardennaise
2017
1st  Overall Toscana-Terra di Ciclismo
1st Mountains classification
1st Stage 1a (TTT)
1st  Overall Tour of Fuzhou
1st Stage 4
2nd Overall Herald Sun Tour
1st  Young rider classification
2nd Trofeo Città di San Vendemiano
3rd  Road race, Oceania Road Championships
3rd Overall Giro Ciclistico d'Italia
1st Stage 7
4th Overall Rhône-Alpes Isère Tour
4th Gran Premio Industrie del Marmo
9th Overall Tour Alsace
10th Overall Tour de l'Avenir
10th Gran Premio Palio del Recioto
2019
2nd Overall Tour de Pologne
2020
1st  Overall Herald Sun Tour
1st  Mountains classification
1st Stages 2 & 4
2nd Overall Giro d'Italia
1st Stage 18
Held  after Stage 20
Held  after Stages 18–20
2021
7th Overall Tour de Pologne
2022
1st  Overall Giro d'Italia
1st Stage 9
5th Overall Tirreno–Adriatico
6th Clásica Jaén

### Kết quả chung cuộc ở các giải đua (theo năm)
| Kết quả chung cuộc ở các giải Grand Tour |      |      |      |      |      |
| Grand Tour                               | 2018 | 2019 | 2020 | 2021 | 2022 |
| Giro d'Italia                            | —    | 35   | 2    | DNF  | 1    |
| Tour de France                           | —    | —    | —    | —    | —    |
| Vuelta a España                          | 32   | —    | —    | —    | —    |
| Kết quả chung cuộc ở các giải Major      |      |      |      |      |      |
| Giải đua                                 | 2018 | 2019 | 2020 | 2021 | 2022 |
| Paris–Nice                               | —    | —    | —    | 18   | —    |
| Tirreno–Adriatico                        | —    | —    | 13   | —    | 5    |
| Bản mẫu:Cjersey Volta a Catalunya        | 71   | —    | NH   | DNF  | 13   |
| Tour of the Basque Country               | —    | —    | NH   | —    | —    |
| Tour de Romandie                         | —    | —    | NH   | —    | —    |
| Bản mẫu:Cjersey Critérium du Dauphiné    | —    | —    | —    | —    |      |
| Tour de Suisse                           | —    | —    | NH   | —    |      |

| —   | Không tham gia   |
| DNF | Không hoàn thành |